# Filippo Pananti
Filippo Pananti (Ronta, 20 mars 1766 – Florence, 14 septembre 1837) était un poète italien.

## Biographie
Né à Ronta, une frazione de la commune de Borgo San Lorenzo, il est orphelin de père en bas âge. Filippo Pananti est aidé par le médecin éclairé Angelo Gatti, son oncle maternel. Il étudie au séminaire de Pistoia et à la faculté de droit de l'université de Pise, où il obtient son diplôme. En raison de ses idées libérales, venues de France, il est soupçonné par la police grand-ducale et contraint à un exil volontaire, d'abord en Angleterre, puis en France. Il vivait en enseignant les mathématiques et les lettres.
Au cours d'un voyage en mer vers l'Italie, il est enlevé par des pirates et réduit en esclavage à Alger. Libéré à l'instigation du consul britannique, il perd tous ses biens et les manuscrits qu'il avait sur lui. Il nous a laissé un récit lucide de cette expérience inhabituelle et difficile dans Avventure e osservazioni sopra le coste di Barberia, publié à Florence en 1817 par Leonardo Ciardetti et réédité plusieurs fois au cours du XIXe siècle, pour ses intéressantes considérations sur les us et coutumes des Barbares algériens. Il a également été directeur du théâtre italien de Londres et a écrit des mélodrames .
Son œuvre la plus connue est Poeta di Teatro (1808), un poème fictif à caractère autobiographique, publié à Londres en 1808, dont les traits humoristiques, dans la lignée de Francesco Berni et Passarotti, s'inspirent également de l'humour littéraire anglais, en particulier de Laurence Sterne. Il a également écrit deux poèmes didactiques, La civetta (1799) et Il paretaio (1801), ainsi que les Epigrammi, au nombre de plus de six cents, qui ont été publiés à titre posthume en 1882 et l'ont rendu populaire.
Il est enterré à Florence, dans le cloître de la basilique Santa Croce.
À Ronta se trouve la Villa Pananti Moretti, où une plaque commémore le poète.

## Note
1. ↑  C. Farinella, «Gatti Angelo» dans le Dizionario Biografico degli Italiani, Rome: Istituto dell'Enciclopedia Italiana, 1999.
2. ↑  Allodoli  p. 60.

## Source
- (it) Cet article est partiellement ou en totalité issu de l’article de Wikipédia en italien intitulé « Filippo Pananti » (voir la liste des auteurs).